# Roca dels Set Minyons
La Roca dels Set Minyons és una muntanya de 267 metres que es troba al municipi d'Aspa, a la comarca catalana del Segrià.